# Nahrungsmittelhilfe

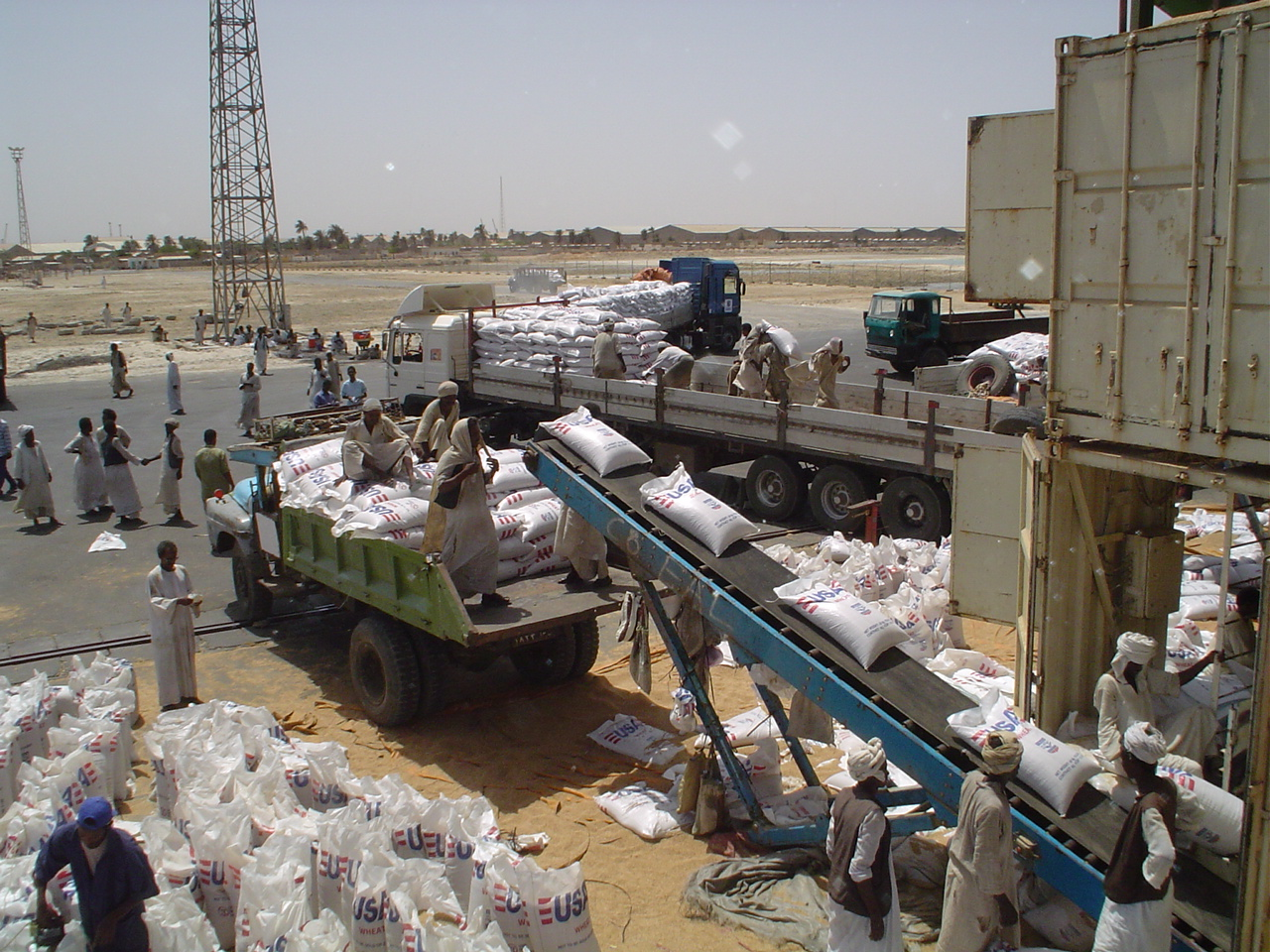
Lieferung von Nahrungsmitteln für die Darfur-Region im Hafen Port Sudan

Als Nahrungsmittelhilfe bezeichnet man die Lieferung von Nahrungsmitteln in Krisengebiete im Rahmen von humanitärer Hilfe. Sie ist eine bedeutsame Variante der Warenhilfe. Nahrungsmittelhilfe wird oft in Katastrophengebiete geschickt oder über längeren Zeitraum meist aus Industrieländern in Entwicklungsländer zur Bekämpfung des Welthungers.
Die Vereinten Nationen organisieren solche Hilfe in ihrem Welternährungsprogramm (WFP).

## Umsetzung
Zwecks Vermeidung von Mangelernährung werden hierfür vermehrt spezifische Sondernahrungsmittel produziert und eingesetzt.
Während zur Ernährungshilfe früher Nahrungsmittelüberschüsse aus den Geberländern exportiert wurden, sind viele Geber mittlerweile dazu übergegangen, die benötigten Nahrungsmittel auf lokalen Märkten in den Nachbarländern der Bedarfsregion zu erwerben, um damit die lokale Wirtschaft zu stärken.

## Kritik
Nahrungsmittelhilfe konkurriert oft mit der – auch in Krisengebieten und deren Umgebung durchaus vorhandenen – lokalen Landwirtschaft und führt zu einer Absenkung der Marktpreise für die einheimischen Landwirte. So wird die Landwirtschaft für diese unrentabel, sie verringern ihre Produktion oder stellen sie ganz ein. Dadurch kann ein Gebiet erst recht dauerhaft von Nahrungslieferungen von außen abhängig werden, wie etwa im Fall von Ägypten.
Die Auswahl der Begünstigten der Nahrungsmittelhilfe (Targeting) richtet sich danach, die Hilfe möglichst den Bedürftigsten zukommen zu lassen. Dies sicherzustellen, ist jedoch oft schwierig, und meist ist es nicht vermeidbar, dass ein Teil der Nahrungsmittel im Verkauf auf den lokalen Märkten landet. Problematisch ist insbesondere die Lieferung von Nahrungsmittelhilfe in Diktaturen; diese können sich der Nahrungsmittel bemächtigen, sie gezielt ausschließlich politisch genehmen Gruppen zukommen lassen oder verkaufen, um Devisen etwa für den Militärhaushalt zu beschaffen. In Kriegsgebieten können sich Kriegsparteien die Nahrungsmittel aneignen. 
Einige Studien legen zudem nahe, dass Nahrungsmittelhilfe zu gewaltsamen Konflikten in den Empfängerländern führen kann, was zu Diskussionen über die Auswirkungen von Nahrungsmittelhilfe geführt hat.
Kritisiert wurde auch, dass Nahrungsmittelhilfe vor allem ein Mittel für manche Geber wie die USA und die Länder der EU sei, um ihre eigenen Nahrungsüberschüsse billig loszuwerden. Die Hilfe diene in erster Linie den Gebern, während auf die Bedürfnisse und Ernährungsgewohnheiten der Empfänger wenig Rücksicht genommen werde. 2002 sorgte das afrikanische Sambia für Aufregung, als es Nahrungsmittelhilfe der USA, die aus gentechnisch verändertem Mais bestand, ablehnte.
Der Kritik wird zu begegnen versucht, indem die Nahrungsmittelhilfe heute vermehrt lokal und regional eingekauft wird. Neuere, zunehmend verbreitete Methoden des Targeting sind Schulspeisungen – die neben der unmittelbaren Versorgung bedürftiger Kinder auch den Schulbesuch fördern sollen – oder Food-for-Work-Programme, die zugleich dem Ausbau der Infrastruktur dienen.
2004 legte EuronAid dem Welternährungsprogramm der Vereinten Nationen (WFP) eine Pilotstudie am Beispiel des Sudans vor, die aufzeigte, dass Nahrungsmittelhilfen („Local and regional procurement“; LRP) bis dahin kaum langfristige Wirkung entfachten und die beim WFP bewirkte, dass dieses die Nahrungsmittelhilfen wissenschaftliche gründlich untersuchte.

## Weblink
- Artikel bei IRIN News über Auswirkungen des lokalen Einkaufs von Nahrungsmittelhilfe in Kamerun für Tschad und die Zentralafrikanische Republik (englisch)